# Rino Ferrario
Rino Ferrario (Albiate, 7 dicembre 1926 – Torino, 19 settembre 2012) è stato un calciatore italiano, di ruolo difensore.
Soprannominato il Leone di Belfast per essersi difeso fieramente a Belfast durante un'invasione di campo dei tifosi avversari inferociti, è morto nel 2012 all'età di 85 anni.

## Caratteristiche tecniche
Per la sua prestanza fisica e per le sue origini familiari (essendo figlio di mobilieri) era soprannominato Mobilia.
Inizialmente si colloca al centro della difesa, quindi termina la carriera come centravanti.

## Carriera

### Club

Ferrario (secondo da destra) nell'estate del 1957, assieme ad alcuni suoi compagni di squadra nella Juventus.

Esordisce nella Pro Lissone. Durante il servizio militare svolto ad Arezzo, viene notato dall'allenatore ungherese Árpád Hajós della squadra locale, che lo convince a giocare per la squadra toscana, allora in serie C. Due anni dopo esordisce in Serie A nella Lucchese, il 9 ottobre 1949, nell'incontro Lucchese-Palermo 2-1. Nella partita Juventus-Lucchese 1-2 è uno dei migliori in campo.
L'anno dopo passa alla Juventus, dove trascorre cinque anni, nei quali vince il suo primo scudetto. Nel 1955 viene ceduto all'Inter, quindi va alla Triestina. Nel 1957 ritorna alla Juventus, dove vince il campionato e la Coppa Italia l'anno successivo. Termina la carriera facendo due anni nel Torino, il primo vincendo la Serie B. In totale in Serie A ottiene 248 presenze e 14 reti.

### Nazionale
Ha totalizzato 10 presenze nella nazionale maggiore. Dopo l'esordio nel 1952, è convocato per i Mondiali 1954 in Svizzera ma non viene mai schierato in campo. È invece in campo in due sfide a Belfast contro l'Irlanda del Nord.
La prima di esse, il 4 dicembre 1957, fu una sfida in teoria valida per le qualificazioni al Mondiale 1958 ma successivamente venne declassata ad amichevole per colpa del maltempo che impedì all'arbitro di arrivare in tempo allo stadio e che si concluse sul 2-2, mentre nella seconda, disputata il 15 gennaio 1958 e questa volta valida per le qualificazioni al Mondiale, Ferrario è coinvolto nella sconfitta che estromette per la prima volta gli azzurri dalla fase finale del Mondiale.

## Statistiche

### Presenze e reti nei club
| Stagione        | Squadra         | Campionato      | Campionato | Campionato | Coppe nazionali | Coppe nazionali | Coppe nazionali | Coppe continentali | Coppe continentali | Coppe continentali | Altre coppe | Altre coppe | Altre coppe | Totale | Totale |
| Stagione        | Squadra         | Comp            | Pres       | Reti       | Comp            | Pres            | Reti            | Comp               | Pres               | Reti               | Comp        | Pres        | Reti        | Pres   | Reti   |
| --------------- | --------------- | --------------- | ---------- | ---------- | --------------- | --------------- | --------------- | ------------------ | ------------------ | ------------------ | ----------- | ----------- | ----------- | ------ | ------ |
| 1947-1948       | Arezzo          | C               | 8          | 0          | -               | -               | -               | -                  | -                  | -                  | -           | -           | -           | 8      | 0      |
| 1948-1949       | Arezzo          | C               | 38         | 2          | -               | -               | -               | -                  | -                  | -                  | -           | -           | -           | 38     | 2      |
| Totale Arezzo   | Totale Arezzo   | Totale Arezzo   | 46         | 2          |                 | -               | -               |                    | -                  | -                  |             | -           | -           | 46     | 2      |
| 1949-1950       | Lucchese        | A               | 31         | 1          | -               | -               | -               | -                  | -                  | -                  | -           | -           | -           | 31     | 1      |
| 1950-1951       | Juventus        | A               | 3          | 0          | -               | -               | -               | -                  | -                  | -                  | CR          | 2           | 0           | 5      | 0      |
| 1951-1952       | Juventus        | A               | 24         | 0          | -               | -               | -               | -                  | -                  | -                  | CL          | 2           | 0           | 26     | 0      |
| 1952-1953       | Juventus        | A               | 8          | 0          | -               | -               | -               | -                  | -                  | -                  | -           | -           | -           | 8      | 0      |
| 1953-1954       | Juventus        | A               | 30         | 2          | -               | -               | -               | -                  | -                  | -                  | -           | -           | -           | 30     | 2      |
| 1954-1955       | Juventus        | A               | 33         | 1          | -               | -               | -               | -                  | -                  | -                  | -           | -           | -           | 33     | 1      |
| 1955-1956       | Inter           | A               | 29         | 1          | -               | -               | -               | CdF                | 1                  | 0                  | -           | -           | -           | 30     | 1      |
| 1956-1957       | Triestina       | A               | 32         | 2          | -               | -               | -               | -                  | -                  | -                  | -           | -           | -           | 32     | 2      |
| 1957-1958       | Juventus        | A               | 27         | 1          | CI              | 6               | 0               | -                  | -                  | -                  | -           | -           | -           | 33     | 1      |
| 1958-1959       | Juventus        | A               | 20         | 2          | CI              | 1               | 0               | CC                 | 2                  | 0                  | -           | -           | -           | 23     | 2      |
| Totale Juventus | Totale Juventus | Totale Juventus | 145        | 6          |                 | 7               | 0               |                    | 2                  | 0                  |             | 4           | 0           | 158    | 6      |
| 1959-1960       | Torino          | B               | 16         | 1          | CI              | 2               | 1               | -                  | -                  | -                  | CA          | 1           | 0           | 19     | 2      |
| 1960-1961       | Torino          | A               | 11         | 4          | CI              | 1               | 1               | -                  | -                  | -                  | CM          | 0           | 0           | 12     | 5      |
| Totale Torino   | Totale Torino   | Totale Torino   | 27         | 5          |                 | 3               | 2               |                    | -                  | -                  |             | 1           | 0           | 31     | 7      |
| Totale carriera | Totale carriera | Totale carriera | 310        | 17         |                 | 10              | 2               |                    | 3                  | 0                  |             | 5           | 0           | 328    | 19     |

### Cronologia presenze e reti in nazionale
| Cronologia completa delle presenze e delle reti in nazionale ― Italia | Cronologia completa delle presenze e delle reti in nazionale ― Italia | Cronologia completa delle presenze e delle reti in nazionale ― Italia | Cronologia completa delle presenze e delle reti in nazionale ― Italia | Cronologia completa delle presenze e delle reti in nazionale ― Italia | Cronologia completa delle presenze e delle reti in nazionale ― Italia | Cronologia completa delle presenze e delle reti in nazionale ― Italia | Cronologia completa delle presenze e delle reti in nazionale ― Italia |
| Data                                                                  | Città                                                                 | In casa                                                               | Risultato                                                             | Ospiti                                                                | Competizione                                                          | Reti                                                                  | Note                                                                  |
| --------------------------------------------------------------------- | --------------------------------------------------------------------- | --------------------------------------------------------------------- | --------------------------------------------------------------------- | --------------------------------------------------------------------- | --------------------------------------------------------------------- | --------------------------------------------------------------------- | --------------------------------------------------------------------- |
| 18-5-1952                                                             | Firenze                                                               | Italia                                                                | 1 – 1                                                                 | Inghilterra                                                           | Amichevole                                                            | -                                                                     |                                                                       |
| 5-12-1954                                                             | Roma                                                                  | Italia                                                                | 2 – 0                                                                 | Argentina                                                             | Amichevole                                                            | -                                                                     |                                                                       |
| 16-1-1955                                                             | Bari                                                                  | Italia                                                                | 1 – 0                                                                 | Belgio                                                                | Amichevole                                                            | -                                                                     |                                                                       |
| 30-3-1955                                                             | Stoccarda                                                             | Germania Ovest                                                        | 1 – 2                                                                 | Italia                                                                | Amichevole                                                            | -                                                                     |                                                                       |
| 29-5-1955                                                             | Torino                                                                | Italia                                                                | 0 – 4                                                                 | Jugoslavia                                                            | Coppa Internazionale                                                  | -                                                                     |                                                                       |
| 27-11-1955                                                            | Budapest                                                              | Ungheria                                                              | 2 – 0                                                                 | Italia                                                                | Coppa Internazionale                                                  | -                                                                     |                                                                       |
| 4-12-1957                                                             | Belfast                                                               | Irlanda del Nord                                                      | 2 – 2                                                                 | Italia                                                                | Amichevole                                                            | -                                                                     |                                                                       |
| 22-12-1957                                                            | Milano                                                                | Italia                                                                | 3 – 0                                                                 | Portogallo                                                            | Qual. Mondiali 1958                                                   | -                                                                     |                                                                       |
| 15-1-1958                                                             | Belfast                                                               | Irlanda del Nord                                                      | 2 – 1                                                                 | Italia                                                                | Qual. Mondiali 1958                                                   | -                                                                     |                                                                       |
| 23-3-1958                                                             | Vienna                                                                | Austria                                                               | 3 – 2                                                                 | Italia                                                                | Coppa Internazionale                                                  | -                                                                     |                                                                       |
| Totale                                                                |                                                                       | Presenze                                                              | 10                                                                    |                                                                       | Reti                                                                  | 0                                                                     |                                                                       |

## Palmarès

### Club

#### Competizioni nazionali
- Campionato italiano: 2

Juventus: 1951-1952, 1957-1958
- Coppa Italia: 1

Juventus: 1958-1959
- Serie B: 1

Torino: 1959-1960